# Conferencia de Dumbarton Oaks
La Conferencia de Dumbarton Oaks (o Conversaciones de Washington de la Organización de Paz Internacional y Seguridad, Washington Conversations on International Peace and Security Organization en inglés) tuvo lugar del 21 de agosto al 29 de agosto de 1944 en la mansión Dumbarton Oaks de Washington D. C. Aquí se formuló y negoció el inicio de las Naciones Unidas. Las conversaciones para la creación de la ONU incluyeron qué estados serían invitados para ser miembros. A la conferencia asistieron miembros de los Estados Unidos, la Unión Soviética, el Reino Unido, y la República de China, así como de muchos otros países. Las conversaciones también incluyeron la formación del Consejo de Seguridad. El derecho a veto de los miembros permanentes se discutiría posteriormente en la Conferencia de Yalta el 11 de febrero de 1945.